# Operativna zona Jadransko primorje
Operativna zona Jadransko primorje (njem. Operationszone Adriatisches Küstenland, OZAK ili kolokvijalno Operationszone Adria, tal. Zona d'operazioni del Litorale adriatico, slov. Operacijska cona Jadransko primorje), kao de facto upravna jedinica nacističke Njemačke na sjevernojadranskoj obali stvoren 1. listopada 1943. godine tijekom 2. svjetskog rata. Stvorena je od teritorija koji su prethodno bili pod kontrolom fašističke Italije sve do njemačke invazije na nju. Uključivala je dijelove današnjih talijanskih, slovenskih i hrvatskih teritorija. Područjem se upravljalo kao dijelom Reichsgaua Koruške. Glavni grad zone bio je Trst.
Zona je na sjeverozadu graničila s Operativnom zonom Alpsko prigorje (njem.: Operationszone Alpenvorland, OZAV) koja je obuhvaćala dijelove većinski nastanjene etničkim Nijemcima koje je Kraljevina Italija bila pripojila nakon I. svjetskog rata. Njemačka nije proglasila pripojenje niti tog dijela nastanjenoga Nijemcima, ali je i njime upravljala kao da je dio njemačke - jednako kao što je bio slučaj s OZAK-om.
Unutar ove operacijske zone 30. listopada 1943. osnovano je Upravno povjereništvo Sušak-Rijeka koje je imalo posebni status, a obuhvatilo je područje Sušaka, Kastva, Čabra, Krka i Bakra.
Njemačke vojne postrojbe u OZSK su pod svojim zapovjedništvom imale tzv. Landschutz postrojbe sastavljene od regrutiranog domicilnog stanovništva; među njima je bila 1. istarska pukovnija Domobranstva NDH sa sjedištem na Sušaku.
Treći Reich je uspostavom ove operacijske zone opstruirao uspostavu vlasti NDH na istarskom poluotoku, Kvarneru i bližem okružju. NDH je Zakonskom odredbom o velikim župama od 5. srpnja 1944. namjeravala osnovati veliku župu Rašu.

## Vanjske poveznice
- Istarska enciklopedija: Jadransko primorje, Operativno područje